# Nederlands Kamerorkest
La Nederlands Kamerorkest NKO (Orchestra da Camera Paesi Bassi) è un'orchestra da camera con sede ad Amsterdam, Paesi Bassi. La NKO fa parte della Stichting Nederlands Philharmonisch Orkest (Fondazione Orchestra Filarmonica Paesi Bassi), insieme con l'Orchestra Filarmonica dei Paesi Bassi (NPO). Il nucleo della NKO è un gruppo di almeno 20 strumentisti ad arco. L'orchestra non ha fiati, percussioni ed arpa come membri dell'orchestra permanenti, ma utilizza tali strumentisti della NPO. L'orchestra ha la sede e fa le prove presso il Beurs van Berlage, Amsterdam.

## Storia
La NKO fu fondata nel 1955 e diede il suo primo concerto l'anno del Festival dell'Olanda. Nel 1985 la NKO è stata fusa con l'Amsterdam Philharmonic Orchestra e l'Utrecht Symphony Orchestra per formare la Stichting Nederlands Philharmonisch Orkest. La NKO continua a dare concerti con il proprio nome, tra questi un concerto commemorativo del 50º anniversario, nel Concertgebouw.
The first chief conductor and leader of the orchestra was Szymon Goldberg, from 1955 to 1979.  During Goldberg's tenure, David Zinman served as the orchestras "second conductor (tweede dirigent).  From 1979 to 1986, Antoni Ros-Marbà was chief conductor of the NKO.  From 1986 to 2002, the first period of the merger of the NKO into the NPO Foundation, Hartmut Haenchen was chief conductor of both the NKO and the NPO. Philippe Entremont has served as principal guest conductor of the NKO. Yakov Kreizberg succeeded Haenchen as chief conductor of the NKO and NPO in 2003, and held the posts until his death in March 2011.  Since 2004, Gordan Nikolitch has served as NKO concertmaster.  In March 2009, the NKO announced the appointment of Marc Albrecht as the orchestra's fifth chief conductor, starting with the 2011-2012 season, for an initial contract of 4 years.
Ad Amsterdam la NKO dà circa 15 concerti a stagione al Concertgebouw. La NKO si esibisce anche come una delle varie orchestre nelle produzioni della Nationale Opera.

## Direttori principali
- Szymon Goldberg (1955-1979)
- Antoni Ros-Marbà (1979-1986)
- Hartmut Haenchen (1986-2002)
- Yakov Kreizberg (2003-2011)
- Marc Albrecht (2011–present)